# Такт (музика)

Тактова риска

Такт в музиці — часовий відрізок музичного тексту від сильної долі до наступної сильної долі. Такт складається з певної кількості долей, яка визначається музичним розміром. Залежно від музичного розміру, такт може бути простим, якщо містить одну сильну долю, або складним, якщо містить сильну та відносно сильну або декілька відносно сильних долей.
У нотному письмі такт становить собою відрізок між двома тактовими рисками — вертикальними лініями на нотоносці. Окрім звичайних тактових рисок також застосовуються:

Завершальна тактова риска

Подвійна тактова риска ставиться між розділами твору.
Тактова риска з жирною рискою позначає кінець твору.

Знак повторення

Та ж завершальна тактова межа, але з двома крапками перед нею, означає повтор попереднього фрагмента твору. Повтор відбувається починаючи з симетричної до неї подвійної межі з двома крапками після неї, а коли такої межі нема, повторюється весь твір з початку. Іноді зустрічається також пунктирні тактові риски — в цьому випадку як правило музичний розмір не ставиться.